# Truxalis obesa
Truxalis obesa är en insektsart som beskrevs av Bei-bienko 1960. Truxalis obesa ingår i släktet Truxalis och familjen gräshoppor. Inga underarter finns listade i Catalogue of Life.